# Врата (Фужине)
Врата су насељено место у саставу општине Фужине у Приморско-горанској жупанији, Република Хрватска.

## Историја
До територијалне реорганизације у Хрватској налазила су се у саставу старе општине Делнице.

## Становништво
На попису становништва 2011. године, Врата су имала 287 становника.

## Попис1991.
На попису становништва 1991. године, насељено место Врата је имало 308 становника, следећег националног састава:
| Попис 1991.‍  | Попис 1991.‍  | Попис 1991.‍ | Попис 1991.‍ | Попис 1991.‍ |
| ------------ | ------------ | ----------- | ----------- | ----------- |
|              |              |             |             |             |
| Хрвати       | Хрвати       |             | 254         | 82,46%      |
| Југословени  | Југословени  |             | 28          | 9,09%       |
| Срби         | Срби         |             | 15          | 4,87%       |
| неопредељени | неопредељени |             | 8           | 2,59%       |
| непознато    | непознато    |             | 3           | 0,97%       |
| укупно: 308  |              |             |             |             |